# Froville
Ne doit pas être confondu avec Frouville.
Froville est une commune française située dans le département de Meurthe-et-Moselle, en région Grand Est.

## Géographie
Froville se situe entre Épinal et Nancy.
| Haigneville | Bremoncourt | Einvaux   |
| Bayon       | Froville    | Clayeures |
|             | Villacourt  | Borville  |

### Hydrographie
La commune est dans le bassin versant du Rhin, au sein du bassin Rhin-Meuse. Elle est drainée par le ruisseau de Froville, le ruisseau de Haigneville, le ruisseau le Breuil, le ruisseau le Loro et l'Euron,.

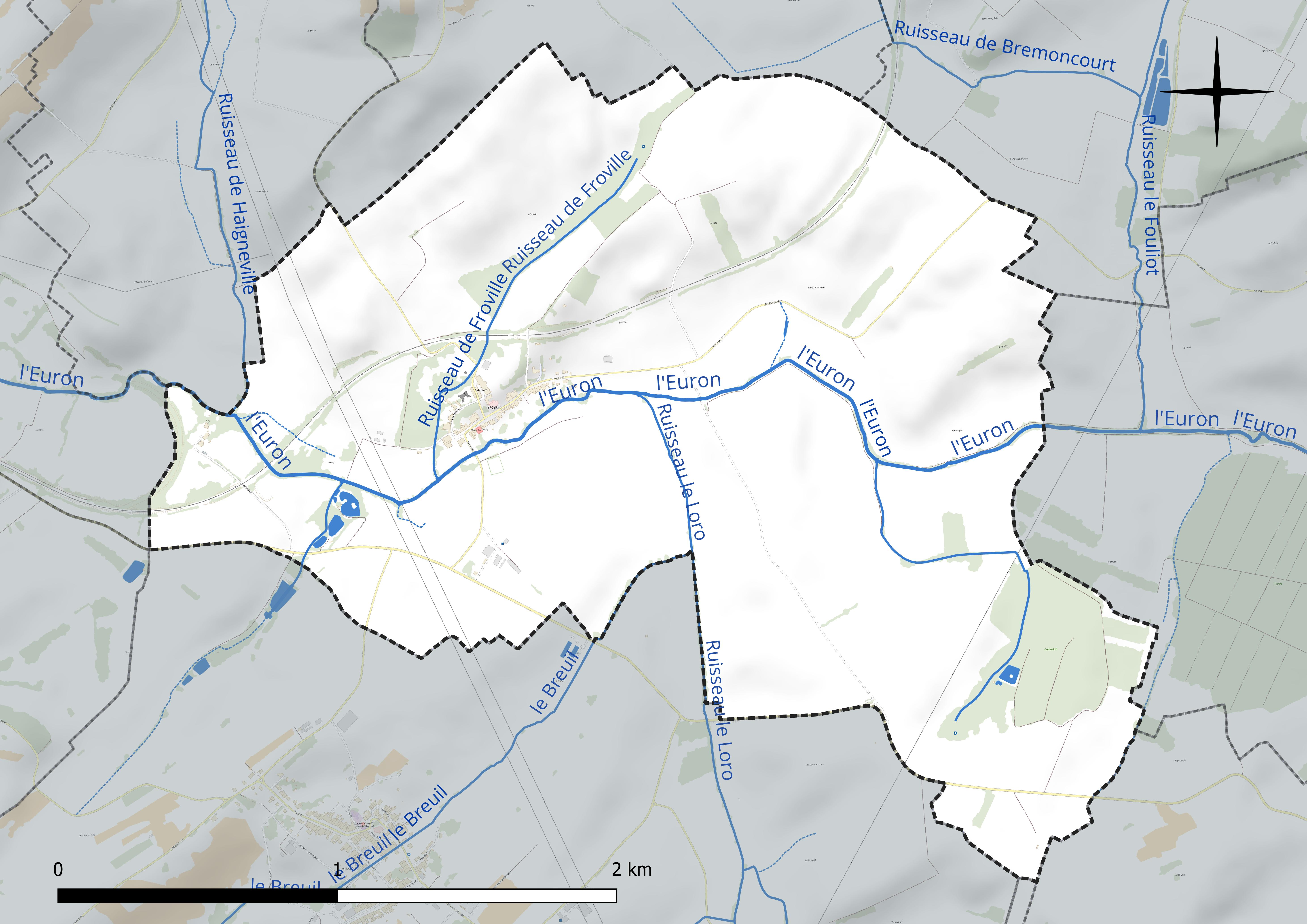
Réseau hydrographique de Froville.

### Climat
Pour des articles plus généraux, voir Climat du Grand Est et Climat de Meurthe-et-Moselle.
En 2010, le climat de la commune est de type climat des marges montargnardes, selon une étude du Centre national de la recherche scientifique s'appuyant sur une série de données couvrant la période 1971-2000. En 2020, Météo-France publie une typologie des climats de la France métropolitaine dans laquelle la commune est exposée à un climat semi-continental et est dans la région climatique  Lorraine, plateau de Langres, Morvan, caractérisée par un hiver rude (1,5 °C), des vents modérés et des brouillards fréquents en automne et hiver. 
Pour la période 1971-2000, la température annuelle moyenne est de 9,7 °C, avec une amplitude thermique annuelle de 16,9 °C. Le cumul annuel moyen de précipitations est de 849 mm, avec 11,8 jours de précipitations en janvier et 9,6 jours en juillet. Pour la période 1991-2020, la température moyenne annuelle observée sur la station météorologique de Météo-France la plus proche, « Roville », sur la commune de Roville-aux-Chênes à 21 km à vol d'oiseau, est de 10,3 °C et le cumul annuel moyen de précipitations est de 833,3 mm. 
La température maximale relevée sur cette station est de 40 °C, atteinte le 25 juillet 2019 ; la température minimale est de −24,5 °C, atteinte le 2 janvier 1971,,. 
Les paramètres climatiques de la commune ont été estimés pour le milieu du siècle (2041-2070) selon différents scénarios d'émission de gaz à effet de serre à partir des nouvelles projections climatiques de référence DRIAS-2020. Ils sont consultables sur un site dédié publié par Météo-France en novembre 2022.

## Urbanisme

### Typologie
Au 1er janvier 2024, Froville est catégorisée commune rurale à habitat dispersé, selon la nouvelle grille communale de densité à sept niveaux définie par l'Insee en 2022.
Elle est située hors unité urbaine. Par ailleurs la commune fait partie de l'aire d'attraction de Nancy, dont elle est une commune de la couronne,. Cette aire, qui regroupe 353 communes, est catégorisée dans les aires de 200 000 à moins de 700 000 habitants,.

### Occupation des sols
L'occupation des sols de la commune, telle qu'elle ressort de la base de données européenne d’occupation biophysique des sols Corine Land Cover (CLC), est marquée par l'importance des territoires agricoles (100 % en 2018), une proportion identique à celle de 1990 (100 %). La répartition détaillée en 2018 est la suivante : terres arables (60,9 %), prairies (29,5 %), zones agricoles hétérogènes (9,6 %). L'évolution de l’occupation des sols de la commune et de ses infrastructures peut être observée sur les différentes représentations cartographiques du territoire : la carte de Cassini (XVIIIe siècle), la carte d'état-major (1820-1866) et les cartes ou photos aériennes de l'IGN pour la période actuelle (1950 à aujourd'hui).

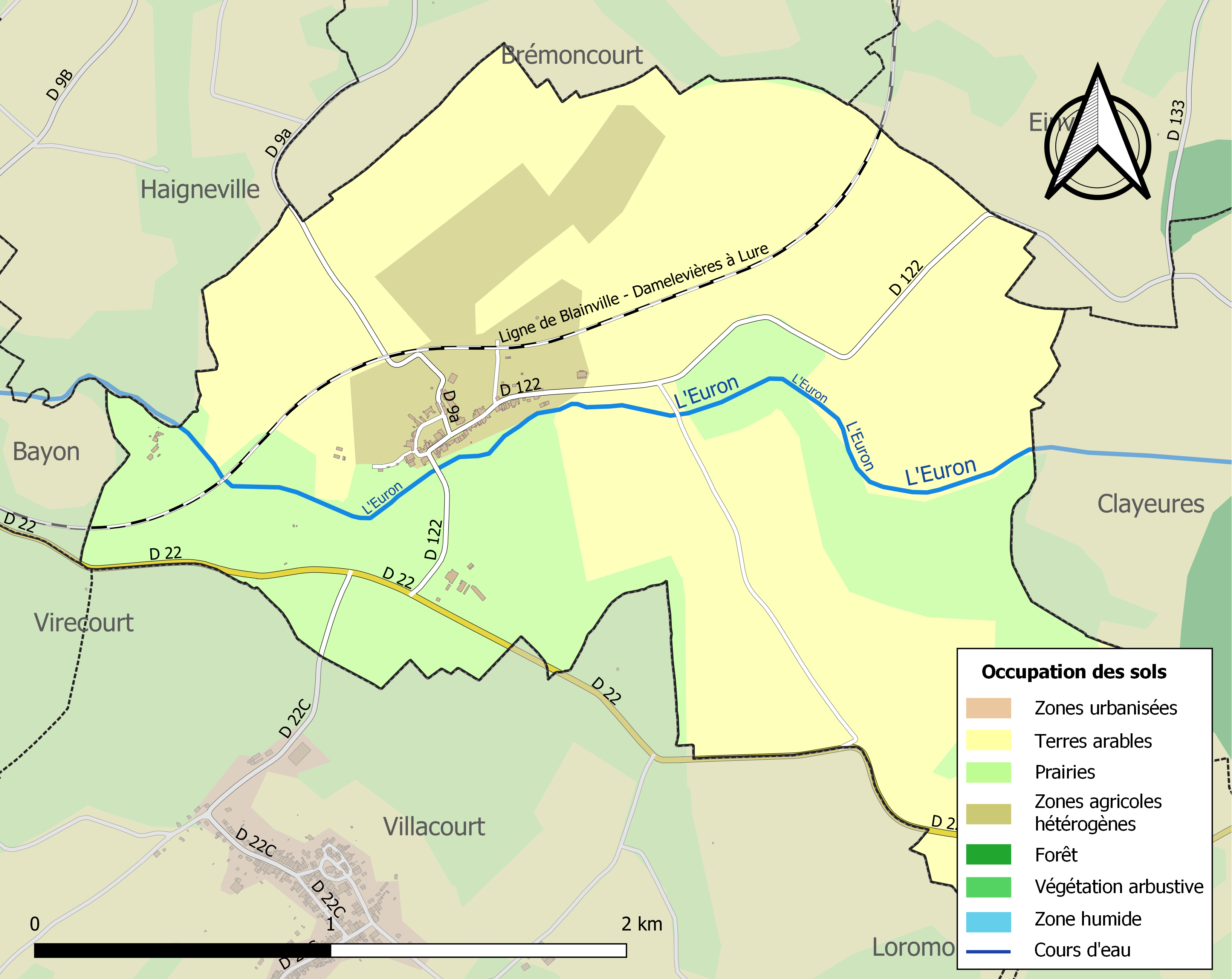
Carte des infrastructures et de l'occupation des sols de la commune en 2018 (CLC).

## Toponymie
Attesté sous la forme latinisée Frodonis villa en 1090 ; *Fronville, la ferme de Frodo, nom de personne de type germanique au cas régime[réf. souhaitée].
Un des nombreux lieux de Lorraine formé avec l'appellatif -ville, au sens ancien de « domaine rural, village »[réf. souhaitée].
Homonymie avec Frouville (Seine-et-Oise).

## Histoire
- Église de « Frodonis Villa » construite par les moines de Cluny dès 1080.
- Charte de fondation du prieuré confirmée par l'évêque de Toul en 1091 ; mis en commende au XVIe.

## Politique et administration
| Période                                  | Période                   | Identité                                          | Étiquette | Qualité                       |
| ---------------------------------------- | ------------------------- | ------------------------------------------------- | --------- | ----------------------------- |
| Les données manquantes sont à compléter. |                           |                                                   |           |                               |
| mars 2001                                | En cours (au 25 mai 2020) | Jean-Charles Cuny, Réélu pour le mandat 2020-2026 |           | Ancien agriculteur exploitant |

## Population et société

### Démographie
L'évolution du nombre d'habitants est connue à travers les recensements de la population effectués dans la commune depuis 1793. Pour les communes de moins de 10 000 habitants, une enquête de recensement portant sur toute la population est réalisée tous les cinq ans, les populations de référence des années intermédiaires étant quant à elles estimées par interpolation ou extrapolation. Pour la commune, le premier recensement exhaustif entrant dans le cadre du nouveau dispositif a été réalisé en 2008.

En 2022, la commune comptait 121 habitants, en évolution de −1,63 % par rapport à 2016 (Meurthe-et-Moselle : −0,13 %, France hors Mayotte : +2,11 %).
| 1793 | 1800 | 1806 | 1821 | 1831 | 1836 | 1841 | 1846 | 1851 |
| ---- | ---- | ---- | ---- | ---- | ---- | ---- | ---- | ---- |
| 167  | 120  | 221  | 235  | 258  | 296  | 280  | 282  | 261  |

| 1856 | 1861 | 1872 | 1876 | 1881 | 1886 | 1891 | 1896 | 1901 |
| ---- | ---- | ---- | ---- | ---- | ---- | ---- | ---- | ---- |
| 252  | 294  | 228  | 203  | 195  | 203  | 200  | 203  | 170  |

| 1906 | 1911 | 1921 | 1926 | 1931 | 1936 | 1946 | 1954 | 1962 |
| ---- | ---- | ---- | ---- | ---- | ---- | ---- | ---- | ---- |
| 170  | 162  | 142  | 119  | 130  | 141  | 126  | 124  | 137  |

| 1968 | 1975 | 1982 | 1990 | 1999 | 2006 | 2008 | 2013 | 2018 |
| ---- | ---- | ---- | ---- | ---- | ---- | ---- | ---- | ---- |
| 124  | 101  | 116  | 120  | 123  | 123  | 123  | 123  | 126  |

| 2022 | - | - | - | - | - | - | - | - |
| ---- | - | - | - | - | - | - | - | - |
| 121  | - | - | - | - | - | - | - | - |

### Manifestations culturelles et festivités
- Festival de Froville : l'église de Froville accueille tous les étés un festival de musique sacrée et baroque.

## Culture locale et patrimoine

### Lieux et monuments
- Château XVe disparu ; a fait place à un château XVIIIe, modifié XIXe.

#### Édifices religieux

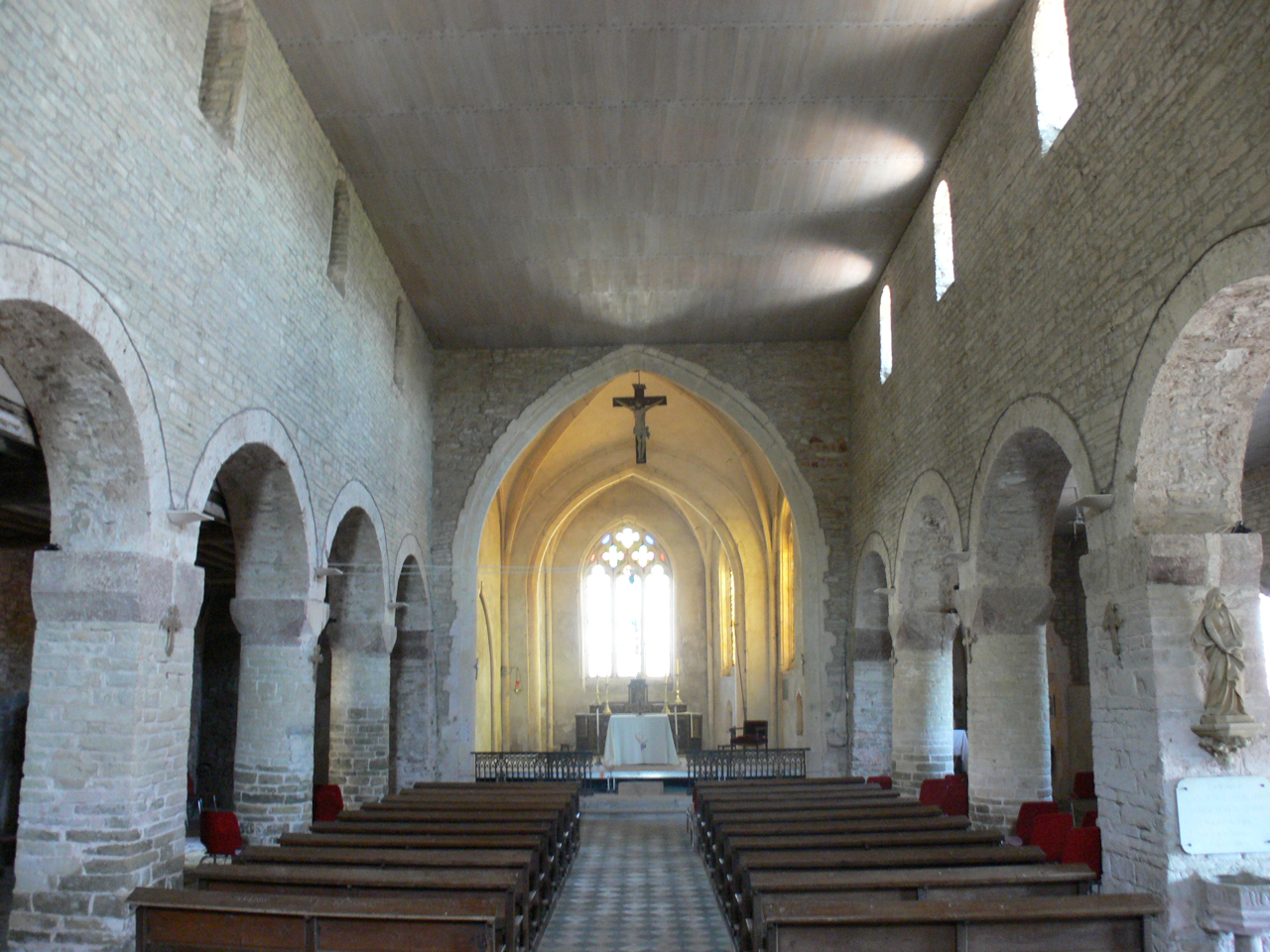
Nef du prieuré.

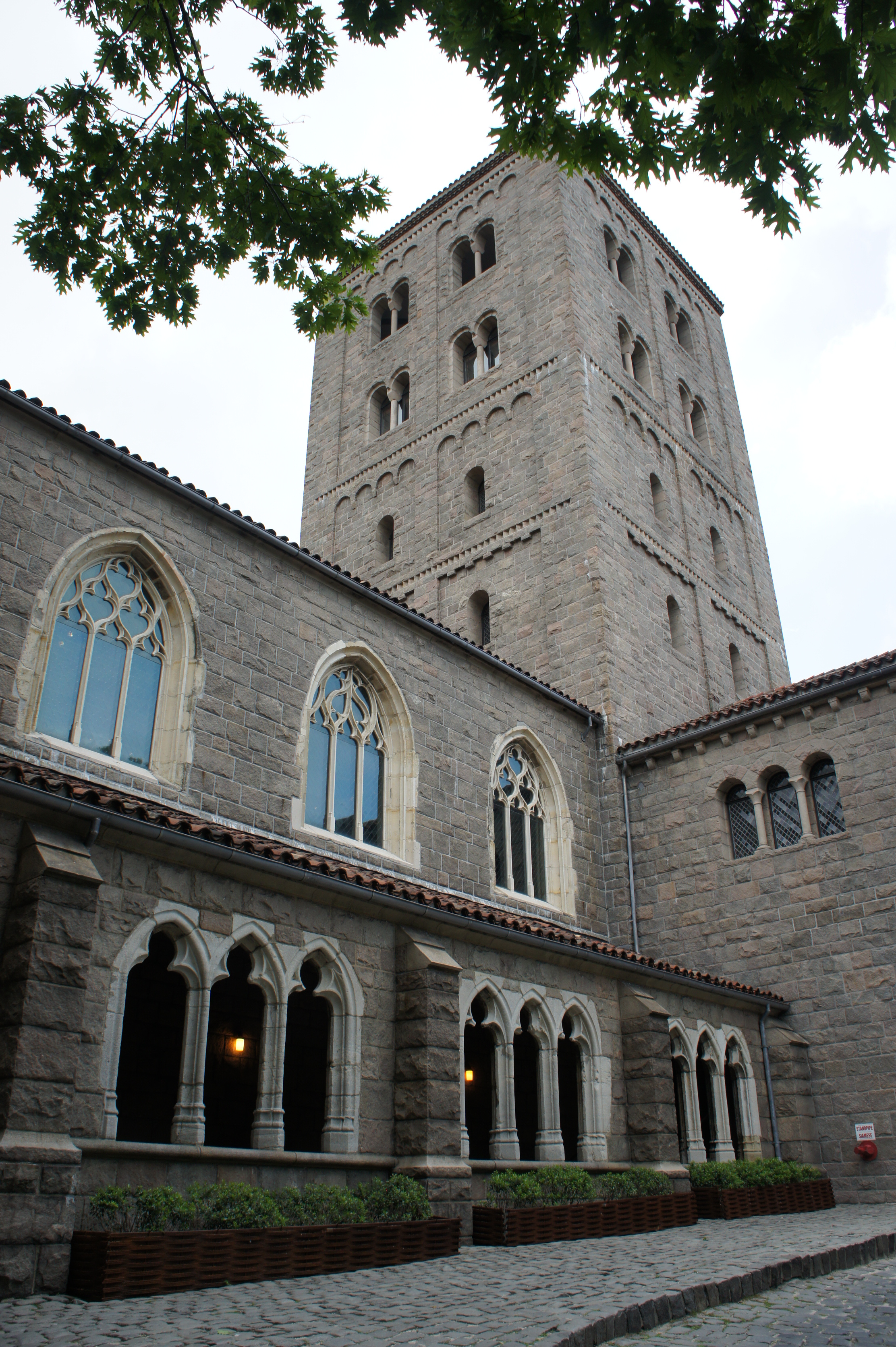
Les trois arcades de Froville à New York (en bas).

Église Notre-Dame 1080, ancien prieuré bénédictin, remaniée XIIe/XVe : clocher carré XIIe ; chevet et portail fin XVe, nef et bas-côté fin XIe ; autel de bois sculpté XVIIIe, pierres tombales médiévales ; aire du cloître début XIIIe. Construit par les moines de Cluny dès 1080, avec un cloître gothique. Ce dernier est encore visible même si une grande partie est partie en 1922 pour les États-Unis : les arcades de Froville ont été intégrées à l'entrée du musée des cloîtres de New York. La façade de l'église et le cloître de l'ancien prieuré ont été inscrits au titre des monuments historiques le 29 octobre 1926, l'église et l'aire du cloître ont été classées le 16 septembre 1985.
Le prieuré sert également de lieu de tournage pour le film de Philippe Claudel : Tous les soleils.

### Personnalités liées à la commune
- Casimir de L'Espée (Froville 12 juillet 1793 - Tonnoy 10 novembre 1876), né au château de Froville. Député de la Meurthe[22] sous Louis-Philippe, neveu par alliance du maréchal Ney[23].

### Héraldique
| Blason de Froville | Blason  | D'azur à la croix ancrée d'or, chargée en cœur d'un tourteau de gueules. |
| Blason de Froville | Détails | Le statut officiel du blason reste à déterminer.                         |